# بنزو (سی) تیوفن
بنزو(سی)تیوفن (به انگلیسی: Benzo(c)thiophene) با فرمول شیمیایی C۸H۶S یک ترکیب شیمیایی است. که جرم مولی آن ۱۳۴٫۱۹۸۲ g/mol می‌باشد. 